# 亮管藻属
亮管藻属（学名：Hyalosiphonia）是胶黏藻科下的一个属。

## 下属物种
本属包括以下物种：
- 亮管藻 Hyalosiphonia caespitosa Okamura